# Стјуарт Бингам
Стјуарт Бингам (енгл. Stuart Bingham; Базилдон, 21. мај 1976) је професионални играч снукера.
Највећи успех у каријери му је титула Светског шампиона 2015. године.

## Успеси

### Рангирана финала: 11 (6 победа, 5 пораза)
| Исход     | Година | Турнир            | Противник у финалу | Резултат |
| --------- | ------ | ----------------- | ------------------ | -------- |
| Победник  | 2011   |                   | Марк Вилијамс      | 9 : 8    |
| Финалиста | 2013   |                   | Стивен Мегвајер    | 8 : 9    |
| Победник  | 2014   |                   | Марк Ален          | 10 : 3   |
| Победник  | 2015   | Светско првенство | Шон Марфи          | 18 : 15  |
| Финалиста | 2016   |                   | Шон Марфи          | 9 : 10   |
| Победник  | 2017   |                   | Џад Трамп          | 9 : 8    |
| Победник  | 2018   |                   | Марк Дејвис        | 9 : 7    |
| Финалиста | 2019.  | Welsh Open        | Нил Робертсон      | 7 : 9    |
| Победник  | 2019.  | Gibraltar Open    | Рајан Деј          | 4 : 1    |